# اسفاد
اِسفاد روستایی در دهستان شاسکوه بخش شاسکوه شهرستان زیرکوه استان خراسان جنوبی ایران است. بعد از زلزلهٔ بسیار شدید سال ۱۳۷۶ روستای اسفاد جدید کنار روستای قدیم احداث گردید.اسفاد روستایی باقدمت حداقل هزار و هفتصد سال میباشد.که به جهت باغستان ها سرسبز و کوچه باغهای زیبا و آب گوارایش همه روزه گردشگران زیادی از آن دیدن می کنند. قلعه کوه و درخت سرو کهنسال  این روستا گویای قدمت این روستا میباشد.این روستا آب بسیار گوارایی دارد که دارای املاح معدنی زیاد می باشد و یکی از بهترین آب های معدنی را داراست.
زبان مردم این روستا فارسی است.این روستا در تقاطع سه راهی جاده حاجی آباد به کال شور و جاده چاه پایاب و چاه شط واقع شده است.بقایای قلعه قدیمی اسفاد برفراز قله ای کم ارتفاع در سمت راست قنات روستا به چشم میخورد،شغل اکثر مردم اسفاد کشاورزی و باغ داری است،زعفران اصلی ترین محصول کشاورزی اسفاد است،اب و هوا،خاک حاصلخیز و آب قنات اسفاد سبب شده انواع میوه جات و صیفی جات در این روستا پرورش یابد،مردم اسفاد خونگرم،مهمان نواز و زحمت کش هستند،در کتاب عبور از صحاری ایران از اسفاد به عنوان روستایی سرسبز که در میان درختان توت محصور شده نام برده شده است.

## جمعیت
بر پایه سرشماری عمومی نفوس و مسکن در سال ۱۳۹۰ جمعیت این روستا ۶۳۴ نفر (در ۲۰۸ خانوار) بوده است.